# Владислав Ополчик
Владислав II Ополчик (ок. 1330 – 14 май 1401, Ополе) е полски принц, представител на силезийския клон на династията Пясти и потомък на княгиня Виола Ополска. Той е най-големия син на княза на Ополе Болеслав II и Елизабета Свидницка. Владислав е внук на Кунигунда Свидницка, дъщеря на краля на Полша - Владислав Локетек и сестра на полския крал Кажимеж III Велики. Сестрата на Кунигунда и Кажимеж - Елизабет Локетек е съпруга на унгарския крал Карл Роберт от  Анжуйската династия и майка на крал Лайош I Анжуйски. Възхода на политическата си и военна кариера Владислав Ополчик дължи най-вече на роднинските си връзки с полските Пясти и унгарските Анжу по линия на майка си и баба си.
В началото на 50-те години на XIV век, младият силезийски принц решава да се премести в Унгария, където на власт е новата Анжуйска династия. След като Владислав Ополчик пристига в Буда, той получава важна подкрепа от кралица Елизабет – вдовицата на Карл Роберт. Дори се предполага, че тя е човекът, който е поканил Владислав в унгарския двор и е уредила брака му с Елизабета Басараба, дъщеря на влашкия войвода Никола Александър Басараб. След сватбата с влашката принцеса, на практика Владислав Ополчик се сродава с едни от най-влиятелните балкански владетели по това време. Елизабета има двама братя - войводите Йоан Владислав I и Йоан Радул, както и две сестри Анна и Анка. Анна Басараб е съпруга на видинският цар Йоан Срацимир, а Анка Басараб е съпруга на сръбския цар Стефан Урош V. В политически план, бракът е сключен в потвърждение на васалната зависимост на влашкия войвода спрямо унгарския крал. Самия войвода също е принуден да приеме (поне привидно) католицизма, като от този момент освен кръщелното си име Александър носи и новото име Никола. Предполага се, че дъщеря му Елизабета също е била православна като дете, и е приела католицизма след брака си с Владислав. Влашката принцеса ражда на Ополчик поне две дъщери, едната от които става монахиня в Буда, а другата се жени за Йобст Моравски, маркграф на Моравия. От намерена част от надпис "...consortis sue flie Alexi Andri vayvode Transalpinie." в храм в Орадея (Waradyn), може да се предположи, че дъщерята на Никола Александър Басараб е била погребана там.
В началото на 1367г. Лайош I Анжуйски назначава Владисалв Ополчик за палатин на Унгария на мястото на Никола Конт, което прави силезийския принц най-влиятелната политическа фигура в унгарския двор. На следващата 1368г. новия палатин участва в наказателния поход на краля срещу Видинското царство и поради роднинските си връзки с Басараба, води преговорите с девера си - Йоан Владислав I. За преговорите с влашкия войвода разбираме от поредица от писма от унгарския двор, изпратени до временния губернатор на окупираното Видинско царство - Бенедикт Химфи. През ноември с.г. унгарските войски предприемат настъпление срещу Йоан Владислав от две страни - от Трансилвания и „от земите на България", т.е. откъм окупираните части на Видинската област. Те обаче претърпяват поражение при Дъмбовица, за което свидетелстват и сведенията в унгарските извори. Положението на унгарската власт във Видинската област явно става твърде критично, след като крал Лайош нарежда на армията да се изтегли.
След провалът на кампанията в България и смъртта на крал Кажимеш III, Владислав е изпратен в Полша, където активно съдейства полската корона да бъде предадена на Лайош I Анжуйски. През 1371г. оглавява военен поход срещу чешките Люксембурги и опустошава Моравия. 
През 1372 г. Владислав Ополчик,  е сменен като палатин и е изпратен от краля на изток - в Рутения, където заема поста наместник на унгарската корона до януари 1379 г. Владислав резидира в град Лвов, където сече свои монетни емисии и управлява на практика като самостоятелен владетел. След като в края на живота си се завръща в родината, Владислав става ктитор на Ясногурския манастир и го дарява с чудотворната иконата на Черната Богородица, считана в наши дни за една от националните светини на Полша.

## Семейство
Ополчик е женен два пъти. Първия му брак е с Елисавета Басараб (1340-1369), дъщеря на влашкия войвода Никола Александър Басараб. От нея има две дъщери: 
* Кинга (1355/1357 - след 1369) е монахиня в Буда.
* Елизабет (1360—1411) женена за Йобст Моравски
Втория му брак е с Ефимия Мазовецка. (1344/1357-1424), дъщеря на княз Земовит III Мазовецки. От нея има три дъщери
* 'Катарина (1367 — 1374)
* Ядвига (1376/1378 — 1390), женена за княз Виганд Олгердович, по-малък брат на краля на Полша Владислав II Ягело.
* Ефимия (? — 1408)